# 鹿茸青冈
鹿茸青冈（学名：Cyclobalanopsis subhinoidea）为壳斗科青冈属下的一个种。